# 市镇 (智利)

智利市鎮地圖

市镇（西班牙語：comuna）是智利的三級行政區劃，位於省之下。截至2023年，智利共有346個市鎮。
在聖地亞哥、瓦爾帕萊索和康塞普西翁等人口稠密的地區，一個城市可以劃分為多個市鎮；相反，在人口稀少的地區，市鎮則可能包括大量的農村地區。